# Plaça de Sants
Plaça de Sants – stacja metra w Barcelonie, na linii 1 i 5.